# Badminton under sommer-OL 2016
Badminton under Sommer-OL 2016 blev afviklet i den fjerde pavillon i Riocentro fra 11. august til 20. august i Rio de Janeiro. Konkurrencen havde deltagelse af 172 spillere, fordelt på 38 spillere i herre- og damesingle, samt 16 par i herre-, dame- og mixed double.

## Turneringsformat
Konkurrencen blev i alle discipliner indledt med et gruppespil med tre deltagere/doubler, hvor alle mødte alle, hvorefter 16 spillere (i single) eller otte par (i double) gik videre til 1/8-finalerne (single) eller kvartfinalerne (double). Alle deltagere/doubler blev placeret i de indledende grupper efter lodtrækning, hvor der indgik et seedningssystem, således at de bedste ikke kunne mødes før tidligst i kvartfinalerne. 

For at undgå samme skandale som i damedouble ved OL i London 2012, hvor flere par tabte med vilje for at opnå bedre vej mod medaljerne havde det internationale badminton forbund Badminton World Federation besluttet at ændre formatet i alle double turneringerne. Efter gruppespillet ville alle gruppevinderne gå videre til kvartfinalerne på forudbestemte positioner mens alle toerne i grupperne skulle gennem endnu en lodtrækning

## Medaljefordeling

### Medaljevindere
| Event        | Guld                             | Sølv                                    | Bronze                         |
| ------------ | -------------------------------- | --------------------------------------- | ------------------------------ |
| Herresingle  | Chen Long                        | Lee Chong Wei                           | Viktor Axelsen                 |
| Herredouble  | Fu Haifeng Zhang Nan             | Goh V Shem Tan Wee Kiong                | Chris Langridge Marcus Ellis   |
| Damesingle   | Carolina Marin                   | P. V. Sindhu                            | Nozomi Okuhara                 |
| Damedouble   | Misaki Matsutomo Ayaka Takahashi | Christinna Pedersen Kamilla Rytter Juhl | Jung Kyung-eun Shin Seung-chan |
| Mixed double | Tontowi Ahmad Liliyana Natsir    | Chan Peng Soon Goh Liu Ying             | Zhang Nan Zhao Yunlei          |

### Medaljetable
| Placering | Land           | Guld | Sølv | Bronze | Total |
| --------- | -------------- | ---- | ---- | ------ | ----- |
| 1         | Kina           | 2    | 0    | 1      | 3     |
| 2         | Japan          | 1    | 0    | 1      | 2     |
| 3         | Indonesien     | 1    | 0    | 0      | 1     |
| 3         | Spanien        | 1    | 0    | 0      | 1     |
| 5         | Malaysia       | 0    | 3    | 0      | 3     |
| 6         | Danmark        | 0    | 1    | 1      | 2     |
| 7         | Indien         | 0    | 1    | 0      | 1     |
| 8         | Storbritannien | 0    | 0    | 1      | 1     |
| 8         | Sydkorea       | 0    | 0    | 1      | 1     |
| Total     | Total          | 5    | 5    | 5      | 15    |